# Goodwood (Trinidad y Tobago)
Goodwood es una localidad de Trinidad y Tobago, que forma parte de la parroquia de St. Mary.

## Geografía
La localidad abarca parte de la isla de Tobago y limita al norte con Castara (localidad perteneciente a la parroquia de St. David), al sur con el océano Atlántico, al este con Pembroke y al oeste con Easterfield y Mount St. George (ambas localidades pertenecientes a la parroquia de St. George).

## Demografía
Datos demográficos de la localidad de Goodwood:
| Gráfica de evolución demográfica de Goodwood entre 2000 y 2011 |
|                                                                |